# Рабиндранат Тагор
Рабиндранат Тагор (на бенгалски: রবীন্দ্রনাথ ঠাকুর, [ɾobind̪ɾonat̪ʰ ʈʰakuɾ]) е индийски писател, поет, философ, педагог, композитор, общественик, променил дълбоко бенгалската култура в края на ХІХ и началото на ХХ век.
През 1913 година получава Нобелова награда за литература и става първия неевропеец, удостоен с това отличие, което го нарежда сред най-широко известните по света индийци наред с Махатма Ганди. Двамата са политически съмишленици в движението за независимост на Индия, като Ганди получава прозвището си Махатма („велика душа“) от Тагор, а от своя страна го нарича Гурудев („божествен учител“).
Произхождащ от бенгалско семейство от кастата на брахмините, Рабиндранат Тагор започва да пише стихове едва 8-годишен, а на 16 години вече публикува поезия под псевдонима Бханушинго и пише първите си разкази и пиеси.
Най-важните си произведения пише на бенгали, но превежда голяма част от поезията си и на английски. Сред най-известните му произведения са стихосбирките „Гитанджали“ и „Градинарят“, романът „Го̀ра“ (1910) и сборникът с философски есета „Са̀дхана“.

## Биография
Рабиндранат Тагор е роден на 7 май 1861 година в Калкута в знатно бенгалско семейство с вековни традиции. На бенгалски език името му означава „Повелител на Слънцето“.
От най-ранно детство Рабиндранат се развива във високо интелектуална и напредничава среда. Неговият баща Дебендранат Тагор е един от най-дейните членове и организатори на религиозното общество Брахмо Самадж, което води борба с идолопоклонството, със старите обреди и предразсъдъци и с ограниченията на кастовата система. Шарада Деби – майката на Рабиндранат – дарила Дебендранат с общо 15 деца – четиринадесетото, от които е Рабиндранат.
Негов дядо е Дварканат Тагор, роден през 1794 г., създател на първата индийска банка и първата индийска флотилия, основател на медицинската академия в Калкута и основен дарител на почти всички големи институции в Бенгалия. Фамилното богатство достигнало своя връх по време на живота и кариерата му.
Бащата, задълбочен в своето съзерцание, прекарва по-голямата част от своето време като отшелник в имението си Шантиникетан и предприема дълги пътувания из Хималаите. На едно от своите пътувания взима и малкия Тагор, което оказва всестранно влияние за оформянето на бъдещия световноизвестен поет.
Обучението на Рабиндранат започва рано и се води главно от частни учители. Той изучава санскрит и богатата съкровищница на древнооиндийската литература. Брат му – Джйотиндранат – се грижи за музикалното му образование. Други преподаватели се занимават с анатомия, английски език, дори с борба.
Педагогическото училище и Бенгалската академия не задоволяват младия Рабиндранат. Поетът казва за себе си: „Никой друг, освен самия мене, не беше виновен за това, че нищо не можеше да ме накара да вървя много дни наред по утъпканата пътека на учението. Щом ми хрумнеше, аз криввах настрана и пълнех своята торбичка най-безразборно с всяко зрънце знание, което ми се случеше на пътя.“
По решение на семейството, на седемнадесетгодишна възраст, Рабиндранат отива в Англия да следва право. Много скоро напуска университета и насъбрал нови впечатления от Европа и живота на западните народи, усъвършенствал английския език и прочел много произведения на английската литература, той се връща в Калкута. Първата творба на Тагор, „Историята на поета“, се появява, когато той е едва петнадесетгодишен, в издаваното от семейството му списание „Бхарати“. Това семейно списание, излиза почти половин век.
Тагор се оженва на 22-годишна възраст, има 5 деца. След седемнадесет години семеен живот загубва жена си Мринолини и три от децата си.
През 1901 г. в семейното имение Шантиникетан, Рабиндранат основава училище, чиято програма се отличава от програмата на английските училища и предвижда задълбочено изучаване на бенгалски език, индийска и световна литература, природни науки и математика. Заниманията се провеждат сред природата и се състоят главно от свободни беседи между учителя и учениците според най-добрите примери на древните училища. През 1921 г. училището се превръща в университета Вишва Бхарати.
Животът на поета в Шантиникетан е много плодовит по отношение на творчеството му. Тук написва: „Читра“, „Царят на тъмния чертог“, „Поща“, романът „Крушение“, „Го̀ра“, „Дом и свят“ и др.
През 1912 г. Рабиндранат Тагор заминава на голяма обиколка из Европа и Америка. По време на посещението си в Англия той се среща с видни интелектуалци и творци. Възхитен от интензивната духовност на поезията му, изразена в сетивни образи, ирландският поет Уилям Бътлър Йейтс пише знаменития си предговор към стихосбирката „Гитанджали“
През 1913 г. Рабиндранат Тагор е удостоен с Нобелова награда за стихосбирката си „Гитанджали“, а скоро след това получава и английска благородническа титла. През 1919 г., в писмо до вицекраля на Индия, Тагор се отказва от тази титла, в знак на протест срещу кърваво потушения мирен протест в Амритсар.
През 1926 година Тагор прави голяма обиколка на Европа. След Атина, Букурещ и Белград на 17 и 18 ноември 1926 г. великият хуманист посещава София и изнася две беседи.
През юли следващата година започва голямото пътуване на писателя в Югоизточна Азия и Япония, а през 1932 г. посещава Персия, Ирак и Цейлон. През ранната 1930 г. той напуска родната си Бенгалия за едногодишно пътуване в Европа и Съединените щати. Оттогава датира приятелството му с Алберт Айнщайн и Хърбърт Уелс. В лекциите си, които изнася в Европа и Америка, освен философките теми за „хуманността на Бога и за човека като Вечност“, той споделя и огорчението си от „тъмната бездна на надменността“, която отделя англичаните от индийците. През същата година Тагор посещава Съветския съюз и в писма до племенницата си Индира пространно описва впечатленията си от мащабите на ограмотяването и мястото на индивида в колективизацията на тази страна.
В края на живота си Тагор открива рисуването като нова форма на изява на твореческия си гений.
Великият индийски писател умира на 7 август 1941 г.
Огромно е литературното наследство на Р. Тагор – 12 романа, над 100 разказа, около 2000 песни, около 30 поеми и 50 стихосбирки и други.
Той е единственият поет удостоен с честта да бъде автор на химните на две държави. Стихотворението му „Джана Гана Мана“ става химн на Индия, а стиховорението му „Амар Сонар Бангла“ – химн на Бангладеш
Първият директен превод от бенгали на български е преводът на Писмо №13 от книгата на Рабиндранат Тагор „Писма за Русия“, превод на Николай Николаев, публикуван в сп. Пламък, 1992, бр. 1 – 2.